# التوحید
کتاب التوحید نوشته شیخ صدوق (ابو جعفر محمد بن علی بن حسین بن بابویه قمی) از چهره‌های برجسته فقها و روات شیعه در قرن چهارم هجری است. این کتاب به «توحید صدوق» یا «توحید ابن بابویه» نیز مشهور است.

## موضوع کتاب
شیخ صدوق در پایان مقدمه، موضوع این کتاب را چنین باز گو کرده‌است:
- - فتقربت إلی اللّه تعالی ذکره بتصنیف هذا الکتاب فی «التوحید» و نفی التشبیه و الجبر مستعیناً و متوکلاً علیه و هو حسبی و نعم الوکیل.[۱]

موضوع کتاب روایات حضرت رسول خدا، پیرامون توحید و شناخت ذات و صفات و اسماء و افعال خداوند متعال و دیگر مباحث مهم کلامی است.
این کتاب در شناخت خداوند متعال و معرفی دیدگاه شیعه دربارهٔ مباحث توحید، کتابی ارزشمند است.
کتاب التوحید جامع عقاید اصلی و مهم امامیه‌است و از مهمترین منابع کلام امامیه به شمار می‌رود، شیخ صدوق هر چند در بحث و استدلال بسیار چیره‌دست بود اما سعی می‌کرد بیشتر از نقل و نصوص دینی بهره گیرد.
این کتاب در موضوع توحید به معنای عام آن مشتمل است بر بیان وحدانیت ذات الهی و بیان صفات ثبوتی و سلبی ذاتی و فعلی و نسبت آنها با ذات الهی و حدوث و قدم و نیز قضا و قدر و جبر و تفویض و مسائل و عناوین مرتبط با جبر و اختیار. مباحث اخیر در دوره‌های بعد زیر عنوان افعال الهی و در حال حاضر عموماً زیر عنوان عدل الهی در کتابهای اعتقادی بحث می‌شود.

## اعتبار کتاب
در صحت انتساب این کتاب به شیخ صدوق تردید نیست و ابن بابویه نیز در کتابهای دیگرش به آن اشاره کرده‌است به گفتة مجلسی (ج ۱، ص ۲۶، نیز رجوع کنید به ص ۶–۷) اشتهار انتساب کتابهای شیخ صدوق به وی - بجز چند کتاب - کمتر از شهرتِ انتساب کتب اربعه به مؤلفان آنها نیست. او از روایات این کتاب، که نسخه‌های کهن آن را در اختیار داشته، در بحارالانوار (مجلدات توحید و عدل) به وفور استفاده کرده‌است. اساساً این کتاب مورد توجه علمای شیعه بوده و از معتبرترین منابع حدیثی به شمارمی رفته و به روایات آن استناد می‌شده‌است (برای نمونه رجوع کنید به حرّ عاملی، ج ۱، ص ۲۰، ج ۳، ص ۱۰۱، ج ۷، ص ۱۴۰؛ نوری، ج ۵، ص ۲۶۴).
کتاب التوحید، مانند دیگر کتاب‌های شیخ صدوق، پیوسته مورد توجه علما و فقهای شیعه قرار داشته و از معتبرترین اصول روایی شیعه به شمار می‌آید.
روایات آن نیز در بسیاری از مجموعه‌های روایی شیعه مانند بحار الانوار آمده و به آنها استناد شده‌است.
همچنین بر این کتاب شرح‌های متعددی توسط عالمان بزرگ نوشته شده‌است و این خود حاکی از اعتبار این کتاب نزد علماء است.

## انگیزه نگارش کتاب
شیخ صدوق دربارهٔ انگیزه نگارش کتاب التوحید می‌گوید:
- -     - «إنّ الذی دعانی إلی تألیف کتابی هذا، أنّی وجدت قوماً من المخالفین لنا ینسبون عصابتنا إلی القول بالتشبیه و الجبر، لما وجدوا فی کتبهم من الأخبار آلتی جهلوا تفسیرها، و لم یعرفوا معانیها، و وضعوها فی غیر موضعها، و لم یقابلوا بألفاظها ألفاظ القرآن، فقبّحوا بذلک عند الجهال صورة مذهبنا و لبسوا علیهم طریقتنا و صدوا الناس عن دین اللّه و حملوهم علی جحود حجج اللّه، فتقربت إلی اللّه تعالی ذکره بتصنیف هذا الکتاب.»[۵]

## نظرعلامه مجلسی
علامه مجلسی در این باره می‌فرماید:
لا تقصر فی الاشتهار عن الکتب الأربعة آلتی علیها المدار فی هذه الأعصار وهی داخلة فی إجازاتنا، ونقل منها من تأخر عن الصدوق من الأفاضل الأخیار، ولقد یسر الله لنا منها کتباً عتیقة مصححة.
کتاب‌های شیخ صدوق در شهرت در حد کتب اربعه می‌باشند و در اجازات روایی ما از مشایخ بزرگ شیعه موجودند. بسیاری از علما و فقهای شیعه از آنها روایت نقل کرده‌اند و به لطف خداوند نسخه‌های قدیمی و تصحیح شده‌ای از آنها در اختیار ما می‌باشد.»

## اهمیت و جایگاه تاریخی
در بارة جایگاه تاریخی و اهمیت این کتاب باید توجه داشت که مؤلف آن یکی از سه فقیه و محدّث بزرگ شیعة امامیه بوده‌است که منابع چهارگانة حدیثی (غالباً حدیثی - فقهی) را تدوین کرده‌اند. عنوان «کتاب التوحید» نیز در سده‌های نخست اسلام بیانگر مشخصه‌های اعتقادی و خداشناختی مکاتب و مذاهب بوده‌است؛ بر این اساس، شماری از صاحب نظران مذاهب اسلامی، برای معرفی آموزه‌های آن مذهب، دارای «کتاب التوحید» بوده‌اند، از آن جمله‌اند: برخی از بزرگان خوارج؛ تعدادی از معتزله (؛ هشام بن حکم، از شاگردان برجستة امام صادق (؛ حسن بن موسی نوبختی، متکلم امامی قرن چهارم (؛ و حسن بن صالح بن حی، از زیدیان.

## تعداد روایات کتاب التوحید
کتاب التوحید شامل ۵۸۳ حدیث است که در ۶۷ باب توسط مؤلف تنظیم شده‌اند.

## شرح‌های کتاب
به سبب جایگاه مهم کلامی و اعتقادی این کتاب شرحهای متعددی بر آن نگاشته شده‌است مانند:
- ۱ - شرح حکیم عارف، قاضی محمد سعید قمی شاگرد فیض کاشانی، و آن شرح بسیار خوبی است که مطالب عرفانی و کلامی در آن به وجه خوبی بیان شده‌است که در سال ۱۰۹۹ از تحریر آن فارغ شده‌است.
- ۲- شرح سید نعمت‌الله بن عبدالله تستری که به أنس الوحید فی شرح التوحید معروف است.
- ۳ - شرح امیر محمد علی نائب الصداره، که آن را در شهر مقدس قم نوشته‌است.
- ۴ - شرح فارسی مولی محمدباقر سبزواری ، درگذشته به سال ۱۰۹۰ هجری.[۱۳]

## نسخه‌های کتاب التوحید
- ۱ - نسخه‌ای به خط اسماعیل بن شیخ ابراهیم که تاریخ نگارش آن ۱۰۷۳ هجری است.
- ۲ - نسخه‌ای در کتابخانه امام علی در نجف اشرف به خط موسی حسین مدرس، که تاریخ نگارش آن ۱۰۸۳ هجری می‌باشد.
- ۳ - نسخه تصحیح شده‌ای که نگارش قرن ۱۱ هجری است و بر آن حواشی مختصر و مطالبی به خط محدث نوری دیده می‌شود.